# Derrick Comedy
Derrick Comedy е комедийна трупа от Нюйоркския университет.
Групата разпространява видеоклиповете си в интернет и има многобройни фенове в Youtube. Голямата им популярност става причина списание Rolling Stone да публикува в броя си от юли 2007 г. посветена на тях статия.
Групата често изнася представления в Upright Citizens Brigade Theater в Ню Йорк.

## Състав
- Доминик Дъркис (Dominic Dierkes)
- Доналд Глоувър (Donald Glover)
- Ди Си Пиърсън (DC Pierson)
- Дан Екман (Dan Eckman)
- Меги Макфейдън (Meggie McFadden)

Доминик, Доналд и Ди Си пишат сценариите и участват в клиповете, Дан ги режисира и монтира, а Меги – продуцира.

## Видеоклипове
- Drunk Baby
- Progression of a Mad Hatter
- Tracing the Call
- Diet Coke with Lime
- Pennyweather Lemonade
- K.P.
- Movie Executive Dad
- Opposite Day
- Keyboard Kid
- He Really Gave It to Me
- Spelling Bee
- Self Defense
- Daughters
- Girls Are Not to Be Trusted
- Bro Rape: A Newsline Investigative Report
- Celebrity
- Jerry
- B-Boy Stance
- Foreigner
- Guns
- Emo Song
- WQXR: The Cool Breeze
- Hip Hop
- Ad Campaign
- Funny
- Blowjob Girl
- History of the Drunk Dial
- Rookie
- Party Dudes
- Mafia
- New Bike
- Memory Loss
- Shouting Homeless Realtor
- The Godfather
- The Jazz Man
- Winks

През 2008 г. групата засне първия си пълнометражен филм Mystery Team.
- Mystery Team Trailer